# Simira goudotii
Simira goudotii là một loài thực vật có hoa trong họ Thiến thảo. Loài này được (Baill.) Steyerm. miêu tả khoa học đầu tiên năm 1972.